# Турбогенератор

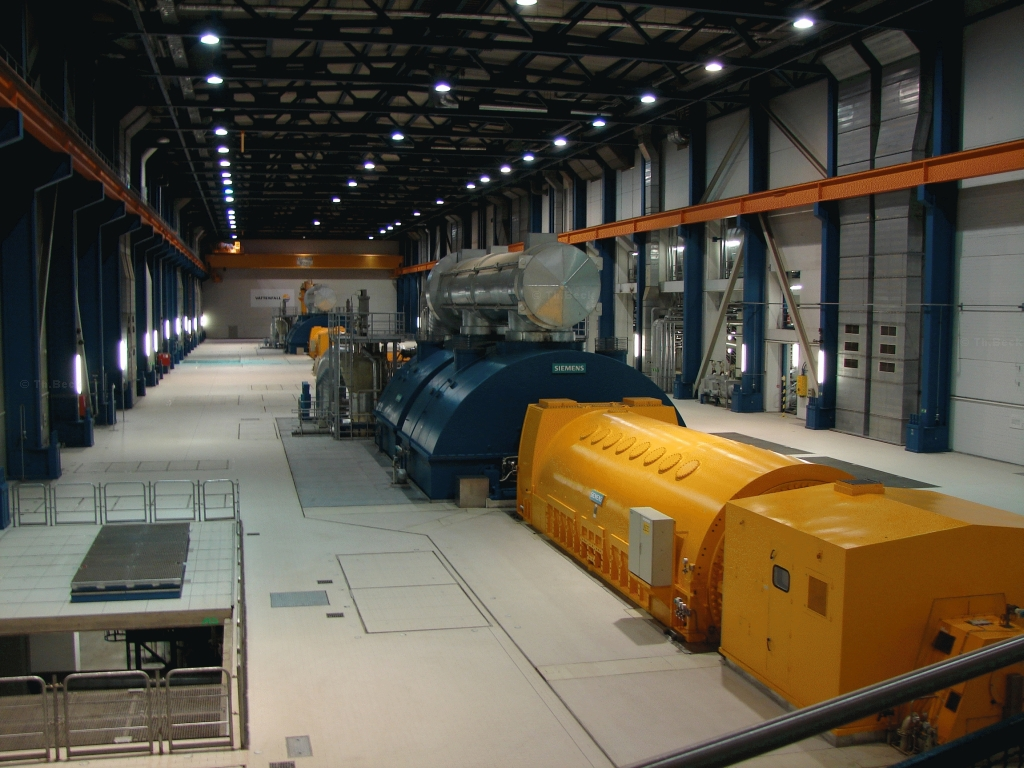
Турбогенератор потужністю 1 ГВА на електростанції Black Pump у вигляді жовтого циліндричного пристрою в центрі.

Турбогенератор — електричний синхронний генератор змінного трифазного струму з приводом від парової або газової турбіни. Тобто, турбогенератор — це поєднання турбіни, безпосередньо з'єднаної з електричним генератором для вироблення електроенергії. Турбогенератор має неявнополюсний ротор (індуктор); частота обертання ротора здебільшого 3000 хв−1. Охолодження повітряне, водневе або посилене воднево-водяне. Потужність промислових турбогенераторів досягає 800—1200 МВт. 
Більшу частину електроенергії в Україні одержують на електростанціях за допомогою турбогенераторів. Харківський Електроважмаш, є провідним підприємством України з виробництва турбогенераторів та гідрогенераторів.

## Історія
Один із засновників компанії «ABB» Чарльз Браун побудував перший турбогенератор 1901 року. Це був 6-ти полюсний генератор потужністю 100 кВА.
Поява у другій половині XIX сторіччя потужних парових турбін привело до того, що стали потрібними високошвидкісні турбогенератори. Перше покоління таких машин, мало нерухому магнітну систему та обертову обвитку. Але така будова мала цілу низку обмежень, одне з яких — невелика потужність. Водночас, ротор явнополюсного генератора не здатний витримувати значні відцентрові зусилля.
Основним внеском Чарльза Брауна у створення турбогенератора було винайдення ротора, в якому його обвитка (обмотка збудження) вкладається у пази, що створюються за допомогою механічної обробки поковки. Другим внеском Чарльза Брауна у будову пристрою, було розроблення 1898 року ламінованого циліндричного ротора. Отже зрештою, 1901 року він побудував перший турбогенератор. Подібне улаштування пристрою, застосовується у виробництві турбогенераторів і досі.

## Загальний опис
Основне призначення полягає в перетворенні механічної енергії обертання парової або газової турбіни в електричну. Швидкість обертання ротора 3000, 1500 об/хв. Механічна енергія від турбіни перетворюється в електричну за допомогою обертового магнітного поля ротора в статорі. Поле ротора, яке створюється струмом постійної напруги, що протікає в мідній обвитці ротора, призводить до виникнення трифазного змінних напруги і струму в обмотках статора. Напруга і струм на статорі тим більше, чим дужче поле ротора, тобто більший струм протікає в обмотках ротора. Напруга і струм в обвитках ротора створює тиристорна система збудження або збудник — невеликий генератор на валу турбогенератора.
Турбогенератори мають циліндричний ротор встановлений на двох підшипниках ковзання, і у спрощеному вигляді нагадують збільшений генератор легкового автомобіля. Тепер випускаються 2-х полюсні (3000 об/хв), 4-х полюсні (1500 об/хв), що мають доволі високі частоти обертання. За способами охолодження обмоток турбогенератора розрізняють: з водяним охолодженням, з повітряним і водневим (частіше застосовуються на АЕС).

## Типи турбогенераторів

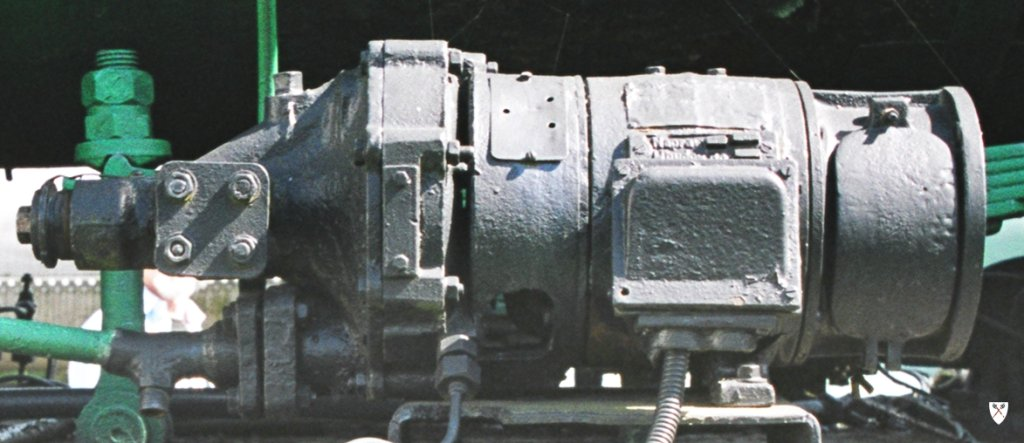
Локомотивний турбогенератор малої потужності

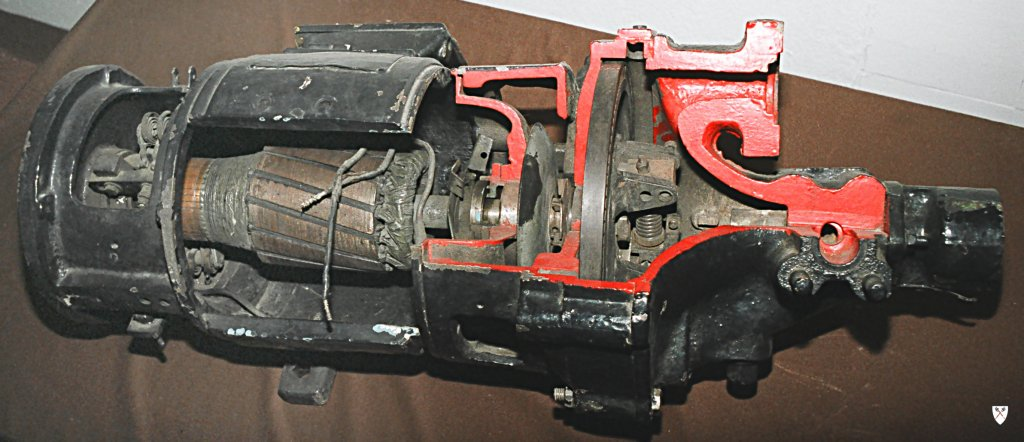
і його поперечний переріз

Залежно від системи охолодження турбогенератори поділяються на кілька різновидів: з повітряним, оливним, водневим і водяним охолодженням. Також існують суміщені типи, наприклад, генератори з воднево-водяним охолодженням.
Також існують спеціальні турбогенератори, наприклад, локомотивні, які служать для живлення кіл освітлення, насосів опалення вагонів і радіостанції. В авіації турбогенератори служать додатковими бортовими джерелами електроенергії. Наприклад, турбогенератор ТГ-60 працює на стисненому повітрі, яке відбирає від компресора авіадвигуна, забезпечуючи привод генератора трифазного змінного струму 208 вольт, 400 герц, номінальною потужністю 60 кВ·А.

### Турбогенератор з водневим охолодженням
Заснований на турбогенераторі з повітряним остудженням. Газоподібний водень вперше почав використовуватися як теплоносій для турбогенераторів з водневим охолодженням, у жовтні 1937 року в компанії Dayton Power & Light Co., штат Огайо. Водень застосовується як охолоджувач у роторі, а інколи й для статора, що дозволяє збільшити ККД до 99,0%. Завдяки високій теплопровідності, великій питомій теплоємності та низькій густині газоподібного водню, це найпоширеніший охолоджувач у своїй галузі на сьогодні (2010-і). Водень можна виробляти на місці, за допомогою електролізу.
Такий генератор, є цілком закритим (непроникним), щоби запобігти витоку водню. Відсутність кисню всередині, значно зменшує пошкодження ізоляції обвиток можливими коронними розрядами. Газоподібний водень обертається всередині корпусу ротора та остуджується теплообмінником газ-вода.

## Улаштування турбогенератора
Генератор складається з двох першорядних частин — статора і ротора. Але кожна з них, водночас містить велику кількість систем та складників. Ротор — обертова частина генератора і на нього впливають динамічні механічні навантаження, а також електромагнітні та термічні. Статор — нерухома складова турбогенератора, та він також піддається дії істотних динамічних навантажень — вібраційних і крутних, а також електромагнітних, термічних і високовольтних.

## Збудження
Для живлення обвитки збудження постійним струмом у давніх турбогенераторах використовувалися постійно з’єднані з віссю, машини постійного струму які у такому разі також називають збудниками. Потім постійний струм повинен подаватись на ротор турбогенератора крізь щітки та контактні кільця.
Сьогодні (2000-і) для великих турбогенераторів поширені два основних види збудження:
- Безщіткове збудження за допомогою обертового збудника (наприклад, машина із зовнішнім полюсом та діодами, встановленими на валу ротора для випрямлення). Збудник живиться ззовні постійним струмом, який зазвичай забезпечується системою перетворювача Монтаж ротора парової турбіни Сіменспотужності.

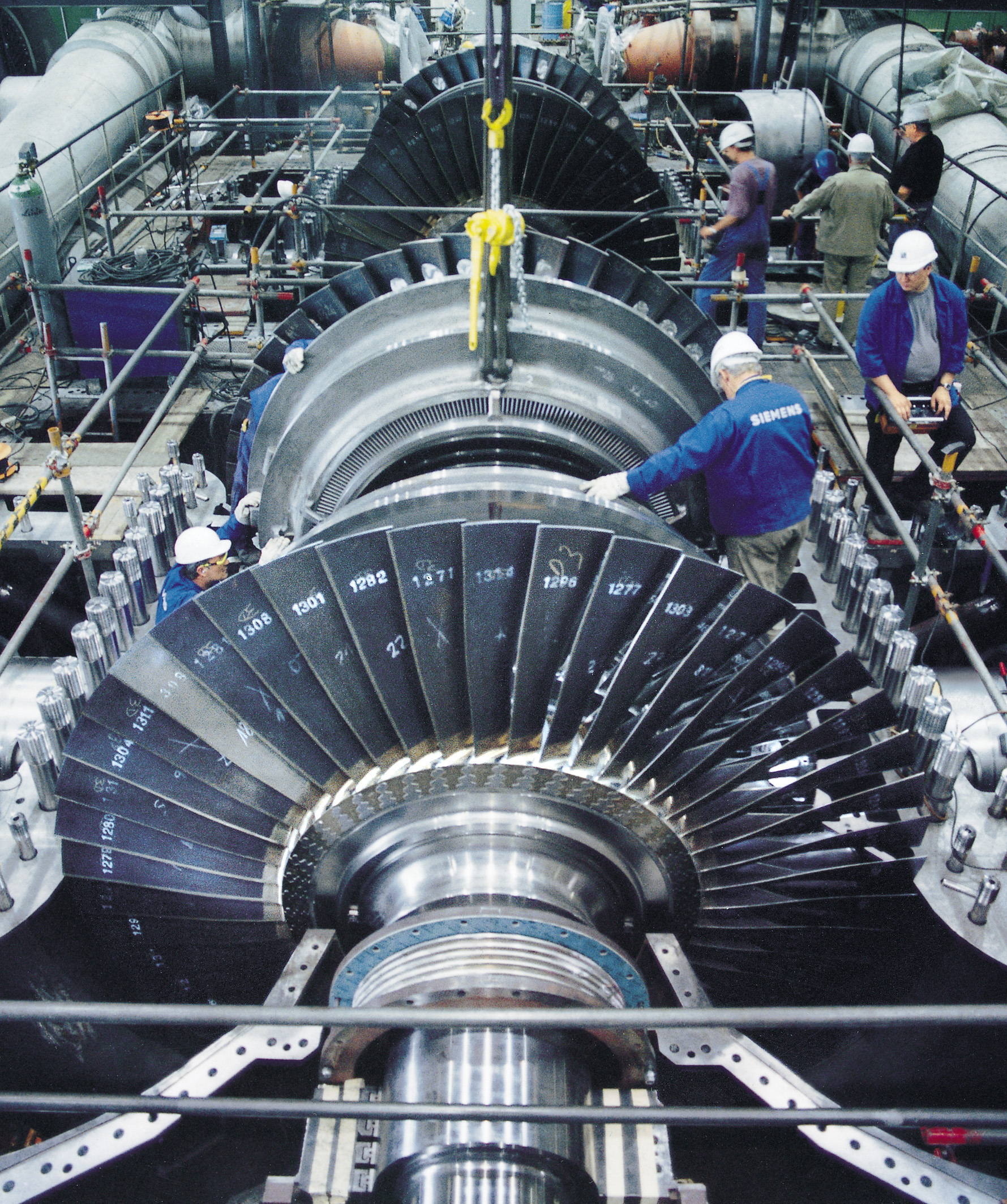
Монтаж ротора парової турбіни Сіменс

- Статичне збудження: система перетворювача забезпечує постійний струм, який передається на обвитку ротора внутрішньо-полюсної машини крізь щітковий міст (струмові кільця та вугільні щітки). За такого способу, щітки можна легко замінити під час роботи.

Який із двох згаданих способів застосовуватимуть у кожному певному випадку, залежить насамперед від вимог оператора електростанції, а також від відповідної філософії виробника. Обидва способи мають переваги та вади:
- Обертовий збудник зазвичай не потребує технічного обслуговування, але у невідкладних випадках технічне обслуговування/лагодження можна проводити лише тоді, коли машина зупинена. Струми, які обробляються пов’язаною системою випрямляча, є порівняно низькими, але відстеження струму збудження відбувається досить повільно у разі швидких змін робочого стану через короткі постійні часу збудження. Для врівноваження провалів напруги на затискачах генератора, система перетворювача потужності повинна забезпечувати дуже великі запаси напруги (так зване «стельове» збудження) порівняно зі звичною роботою.[5]

- Збудження статичного перетворювача потужності, є дещо складнішим загалом, але його можна значною мірою підтримувати в режимі онлайн, тобто під час роботи генератора. Струми, що підлягають обробленню, відповідають потрібним струмам збудження і перебувають у межах до 10 кА для великих машин. З іншого боку, статичне збудження може дуже швидко відповідати на зміни навантаження, завдяки чому «напруга стелі» може бути значно нижчою, ніж у разі обертового збудника. Ця динамічна перевага стає все більш і більш важливою сьогодні через зростальну динаміку потоку навантаження в мережах з багатьма регенеративними виробниками енергії. Здебільшого, мережеві оператори висувають певні найменші вимоги до генераторних систем операторів електростанцій, щодо динаміки та надійності у разі короткочасних відмов, котрі часто не можуть бути забезпечені за допомогою обертових збудників.

Збудження є дуже важливим для роботи генератора, оскільки налаштування струму збудження керує розбігом кінцевої напруги, отже-й реактивною потужністю, яку генератор може надати в мережу (активна потужність визначається швидкістю обертання турбіни й її моментом сили). Стосовно турбогенераторів, потужність збудження становить приблизно від 0,5% до 3% від потужності генератора.
Більше того, на відміну від повільно обертових машин (наприклад гідротурбін) з яскраво вираженими полюсами, турбогенератори не стійкі до холостого ходу й допускають лише незначне перевищення швидкості. У разі непередбаченого зникнення навантаження (у гіршому випадку, через раптове відімкнення від мережі) треба негайно здійснити автоматичне вимкнення турбіни, щоб уникнути механічних пошкоджень. Для цього парові турбіни, що приводять у дію генератор, мають так звані швидко-перекривні клапани, які менш ніж за секунду блокують повний масовий потік пари до турбін і направляють його в конденсатор крізь перепускні станції. Завдяки цьому, турбіни більше не можуть створювати крутний момент. Водночас відбувається знеструмлення турбогенератора.
Генераторна напруга турбогенератора становить 6,3 кВ для потужностей у межах 40 МВА, а з великими турбогенераторами понад 1000 МВА, досягається до 27 кВ. Струми у великих системах становлять приблизно 10 кА. Генераторна напруга крізь генераторний вимикач подається на машинний трансформатор, встановлений у безпосередній близькості від машинної зали, який перетворює її на звичайну для високовольтної мережі напругу, наприклад, 400 кВ.